# العلاقات البوتسوانية البيلاروسية
العلاقات البوتسوانية البيلاروسية هي العلاقات الثنائية التي تجمع بين بوتسوانا وروسيا البيضاء.

## مقارنة بين البلدين
هذه مقارنة عامة ومرجعية للدولتين:
| وجه المقارنة                                              | بوتسوانا                       | روسيا البيضاء                    |
| --------------------------------------------------------- | ------------------------------ | -------------------------------- |
| المساحة (كم2)                                             | 581.74 ألف                     | 207.60 ألف                       |
| عدد السكان (نسمة)                                         | 2.29 مليون                     | 9.50 مليون                       |
| الكثافة السكانية (ن./كم²)                                 | 3.94                           | 45.76                            |
| العاصمة                                                   | غابورون                        | مينسك                            |
| اللغة الرسمية                                             | لغة إنجليزية                   | اللغة البيلاروسية، اللغة الروسية |
| العملة                                                    | بولا بوتسواني                  | روبل بلاروسي                     |
| الناتج المحلي الإجمالي (بليون دولار)                      | 17.41 مليار                    | 54.44 مليار                      |
| الناتج المحلي الإجمالي (تعادل القوة الشرائية) بليون دولار | 35.84 مليار                    | 168.35 مليار                     |
| الناتج المحلي الإجمالي الاسمي للفرد دولار أمريكي          | 6.36 ألف                       | 5.74 ألف                         |
| الناتج المحلي الإجمالي للفرد دولار أمريكي                 | 16.10 ألف                      | 18.18 ألف                        |
| مؤشر التنمية البشرية                                      | 0.698                          | 0.798                            |
| رمز المكالمات الدولي                                      | +267                           | +375                             |
| رمز الإنترنت                                              | .bw                            | .by، .бел                        |
| المنطقة الزمنية                                           | ت ع م+02:00، توقيت وسط إفريقيا | ت ع م+03:00                      |

## منظمات دولية مشتركة
يشترك البلدان في عضوية مجموعة من المنظمات الدولية، منها:
| علم المنظمة | اسم المنظمة                               | تاريخ انضمام بوتسوانا | تاريخ انضمام روسيا البيضاء |
| ----------- | ----------------------------------------- | --------------------- | -------------------------- |
|             | مؤسسة التمويل الدولية                     | 23 مارس 1979          | 2 نوفمبر 1992              |
|             | منظمة حظر الأسلحة الكيميائية              | ?                     | ?                          |
|             | الأمم المتحدة                             | 17 أكتوبر 1966        | 24 أكتوبر 1945             |
|             | الاتحاد الدولي للاتصالات                  | 2 أبريل 1968          | 7 مايو 1947                |
|             | منظمة الشرطة الجنائية الدولية             | ?                     | ?                          |
|             | البنك الدولي للإنشاء والتعمير             | 24 يوليو 1968         | 10 يوليو 1992              |
|             | الاتحاد البريدي العالمي                   | ?                     | ?                          |
|             | المركز الدولي لتسوية المنازعات الاستشارية | 14 فبراير 1970        | 9 أغسطس 1992               |
|             | وكالة ضمان الاستثمار متعدد الأطراف        | 15 مايو 1990          | 3 ديسمبر 1992              |
|             | يونسكو                                    | 16 يناير 1980         | 12 مايو 1954               |

## وصلات خارجية
- موقع وزارة الخارجية البوتسوانية
- موقع وزارة الخارجية البيلاروسية